# Titao
Titao is een stad in Burkina Faso en is de hoofdplaats van de provincie Loroum.
Titao telde in 2006 bij de volkstelling 18.762 inwoners.